# 河野通堯
河野 通堯（かわの みちたか）は、南北朝時代後期の武将、守護大名。伊予守護。河野通朝の子。

## 生涯
正平19年/貞治3年（1364年）、讃岐・土佐の守護を兼ねて四国管領に任じられた北朝方の細川頼之は、同年9月に讃岐国から伊予国へ進行し、河野方の世田山城（愛媛県西条市三芳）を包囲する。河野氏当主・河野通盛の子である通朝は抗戦したが、同年11月6日に自害した。さらに同月26日には当主・通盛も病死している。
通堯は翌正平20年/貞治4年（1365年）正月には反攻し、細川方の湯築城（愛媛県松山市道後町）を攻め、細川天竺禅門を打ちとった。同年4月に細川勢は河野氏の本拠である高縄山城（愛媛県松山市立岩米之野）を包囲し、通堯は伊予から逃れる。通堯は能美島を経て、南朝方の得能氏を仲介して九州・大宰府の征西大将軍懐良親王に従い、同年8月3日には太宰府で親王に謁している。通堯は南朝の後村上天皇から本領・惣領職を安堵され、名を「通直」と改名した。
細川頼之は貞治6年（1367年）に幕府管領に任命され、将軍義満を補佐して在京する。『予章記』に拠れば、通直は正平23年/王安元年（1368年）6月には頼之の不在を突いて伊予水軍の今岡通任・村上義弘らと豊前国から伊予松崎へ進攻した。通直は河野氏一族や南朝方の国人らを合わせ、同年9月には北朝方の仁木義伊を駆逐し、伊予府中を占拠した。
さらに翌正平24年/応安2年（1369年）には伊予新居郡・宇摩郡へ侵攻し、伊予の大半に勢力を及ぼした。懐良親王の甥良成親王が伊予に下向。通直も伊予に帰国して、南朝の勢力は讃岐にまで及んだ。通直の攻勢については正平22年/貞治6年（1367年）頃から軍勢催促状、寄進状、安堵状、禁制などが伝わっており、通直が懐良親王から伊予守護に推挙され、四国経略を行っていたと考えられている。
天授5年/康暦元年（1379年）4月には幕府で康暦の政変が発生し、細川頼之が管領を罷免されて失脚する政変が起こる。頼之は四国に下向すると、通直は7月8日に新たに管領となった斯波義将から伊予守護職に補任されて北朝方に寝返り、9月に頼之討伐を命じられ進軍するも、11月6日に伊予周桑郡で頼之の奇襲に遭い討死した。享年32才
子の河野通義は頼之と和睦、伊予守護に任じられ、以後伊予守護職は河野氏の世襲となった。また、通直の討死で義将らは頼之討伐を中止、頼之は四国で領国統治に専念しながら赦免運動を行い、後に赦免されて幕政に復帰した。